# リチャード・ウォグホーン

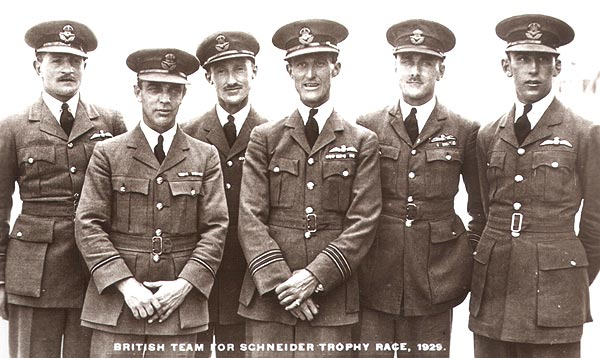
1929年のシュナイダー・トロフィー・レースのイギリスチームのパイロット、左端がウォグホーン

リチャード・ウォグホーン（Richard Dick Waghorn、1904年9月6日 - 1931年5月5日）はイギリス空軍のパイロットである。1929年のシュナイダー・トロフィー・レースで優勝した。
ロンドンで土木技術者の息子に生まれた。イギリス空軍の士官学校を優秀な成績で卒業し、ソッピース スナイプを装備する第17戦隊に配属された。数年後中央飛行学校の教官養成コースに送られ、終了後も教官として中央飛行学校に留まった。1929年2月に、その年に開催されるシュナイダー・トロフィー・レースのメンバーに選ばれフレックストーの海軍航空実験部隊に配属された。1929年9月6日のレースでスーパーマリン S.6で平均529 km/hで優勝した。これは水上機の速度記録でもあった。（後にチームメートのリチャード・アチャリーが周回コースで速度記録を更新する。）この優勝でウォグホーンは空軍十字章を受勲した 。
1931年5月5日、ロールスロイス Buzzardエンジンと新しいラジエターのテストのため、複葉爆撃機ホーカー ホズレーで飛行中に強風でコントロールを失い、ウォグホーンと同乗していたE.R.アレキサンダーは、パラシュートで脱出した。アレキサンダーは工場の屋根の上に着地し軽いけがですんだが、ウォグホーンは重傷を負い、2日後に死亡した。